# Lanzuela
Lanzuela – gmina w Hiszpanii, w prowincji Teruel, w Aragonii, o powierzchni 14,22 km². W 2011 roku gmina liczyła 28 mieszkańców.